# Alphonse d'Ève
Alphonse d’Ève (né le 20 août 1666 à Bruxelles, mort le 10 octobre 1727 à Anvers) est un chanteur, compositeur et maître de chapelle belge.

## Vie
Alphonse d'Ève fils de Honoré-Eugène d'Ève, compositeur, membre de la chapelle royale à Bruxelles et prédécesseur de Joseph-Hector Fiocco  comme directeur du théâtre de la Monnaie. Alphonse d'Ève eut sa formation comme chantre à l'Église Saint-Martin de Courtrai. Vers 1700 il était bassiste à Saint-André à Anvers, avant qu'il devienne chef des chœurs à Saint-Jacques à Gand. En octobre 1718 il devient maître de chapelle à la cathédrale d'Anvers. Dans cette fonction il reste jusqu'en 1725, l'année ou Willem de Fesch reprend sa fonction.

## Œuvres
La plupart des œuvres sont perdues.
- Op.1 Genius musicus divinis, Marianis ac sanctorum laudibus decoratus, et ecclesiastico ritui, unâ, 2, 3, 4, 5, tàm vocibus quàm instrumentis officiosus (Anvers, 1706)
- Op.3 Philimela delectans (Anvers, 1708)
- des sonates en trio (publiés chez Estienne Roger, Amsterdam, 1702)
- Opéra comique Het Gouvernement van Sancho Pança

## Liens  externes
- Mention sur le site Requiemsurvey
- François-Joseph Fétis: Article dans Biographie universelle des musiciens (1862)

## Discographie
- O Acerbi Motetus pro defunctis a 5 Voci et 6 Instrumenti,  Ensemble Il Fondamento et La Sfera del Canto, Paul Dombrecht, Label: Passacaille, 2000

## Sources
1. ↑  Thierry Levaux: Dictionnaire des compositeurs de Belgique du Moyen Age à nos jours. Art in Belgium, Brüssel 2006,  (ISBN 2-930338-37-7), p. 219–220.

- Notices d'autorité :   - VIAF
  - ISNI
  - BnF (données)
  - LCCN
  - WorldCat